# نولور

نماد الکترونیکی نولور (نسخه متعادل)

نماد الکترونیکی پوچنده (نسخه نامتعادل)

نولور (به انگلیسی: Nullor)، یک شبکه دوقطبی نظری است که از یک نولاتور در ورودی و یک نوراتور در خروجی تشکیل شده‌است. نولور‌ها نشان دهنده یک تقویت‌کننده ایده‌آل هستند که دارای بهره جریان، ولتاژ، هدایت‌انتقالی و مقاومت‌انتقالی نامحدود هستند. پارامترهای انتقال آن همگی صفر هستند، یعنی رفتار ورودی-خروجی آن با این معادله ماتریس خلاصه می‌شود
{\displaystyle {\begin{pmatrix}v_{1}\\i_{1}\end{pmatrix}}={\begin{pmatrix}0&0\\0&0\end{pmatrix}}{\begin{pmatrix}v_{2}\\i_{2}\end{pmatrix}}}
در مدارهای با بازخورد-منفی، مدار پیرامون‌ساز نولور خروجی نولور را به گونه ای تعیین می‌کند که ورودی نولور را به صفر برساند.
افزودن یک نولور در یک طرح‌واره مداری، محدودیت‌های ریاضی را بر نحوه رفتار آن مدار تحمیل می‌کند و خود مدار را مجبور می‌کند تا هر ترتیبی را که برای برآورده کردن شرایط لازم است اتخاذ کند. به عنوان مثال، یک تقویت‌کننده عملیاتی ایده‌آل را می‌توان با استفاده از یک نولور مدل‌سازی کرد، و تحلیل آشکار مدار بازخورد با استفاده از یک آپ‌اَمپ ایده‌آل از شرایط ریاضی تحمیل‌شده توسط نولور برای تحلیل مدار پیرامون‌ساز آپ‌اَمپ استفاده می‌کند.

## مثال: سینک جریان کنترل‌شده با ولتاژ

شکل ۱: سینک جریان بر اساس تقویت‌کننده عملیاتی. از آنجایی که آپ‌اَمپ به صورت نولور مدل‌شده‌است، متغیرهای ورودی آن بدون‌توجه به مقادیر متغیرهای خروجی آن صفر هستند.

شکل ۱ یک سینک جریان کنترل‌شده با ولتاژ را نشان می‌دهد. سینک برای کشیدن همان جریان i‌OUT بدون توجه به ولتاژ اعمال شده V‌CC در خروجی در نظر گرفته‌شده‌است. مقدار جریان کشیده‌شده باید توسط ولتاژ ورودی vIN تنظیم شود. در اینجا سینک باید با ایدئالیده‌سازی آپ-امپ به‌عنوان یک نولور تحلیل شود.
با استفاده از ویژگی‌های بخش نولور ورودی پوچ‌گر، ولتاژ ورودی در پایانه‌های ورودی آپ‌اَمپ صفر است. در نتیجه، ولتاژ برروی مقاومت مرجع R‌R ولتاژ اعمال‌شده v‌IN است که جریان را در R‌R به سادگی v‌IN/R‌R می‌کند. مجدداً با استفاده از خواص پوچگر، جریان ورودی به نولور صفر است. درنتیجه، قانون جریان کریشهف در امیتر جریان امیتر vIN/RR را ارائه می‌دهد. با استفاده از ویژگی‌های بخش خروجی هیچگر از نولور، نولور هر جریانی را که از آن خواسته می‌شود، بدون توجه به ولتاژ خروجی آن، فراهم می‌کند. در این مورد، جریان بیس ترانزیستور iB را فراهم می‌کند؛ بنابراین، قانون جریان کریشهف اعمال‌شده برای ترانزیستور به عنوان کل جریان خروجی کشیده‌شده از طریق مقاومت R‌C به‌صورت:
{\displaystyle i_{\text{OUT}}={\frac {v_{\text{IN}}}{R_{\text{R}}}}-i_{\text{B}}}
که اینجا جریان بیس ترانزیستور دوقطبی iB معمولاً ناچیز است به شرط اینکه ترانزیستور در حالت فعال باقی بماند؛ یعنی بر اساس ایدئالیده‌سازی یک نولور، جریان خروجی توسط ولتاژ ورودی اعمال‌شدهٔ-کاربر vIN و انتخاب طراح برای مقاومت مرجع R‌R کنترل می‌شود.
هدف ترانزیستور در مدار کاهش بخشی از جریان در RR است که توسط آپ-اَمپ تأمین می‌شود. بدون ترانزیستور، جریان عبوری از R‌C خواهد بود {\textstyle i_{OUT}=(V_{CC}-V_{IN})/R_{C}} که با هدف طراحی استقلال iOUT از VCC تداخل دارد. یکی دیگر از مزیت‌های عملی ترانزیستور این است که آپ-امپ باید فقط جریان بیس کوچک ترانزیستور را ارائه دهد، که بعید است که بر قابلیت تحویل جریان آپ-امپ فشاری وارد کند. البته فقط آپ-امپ‌های واقعی جریان-محدود هستند نه نولور‌ها.